# Tuber mesentericum
Cet article possède un paronyme, voir Mésentérique.
Espèce
Tuber mesentericum, dit aussi truffe de Lorraine, est une espèce de champignons comestibles de la famille des Tuberaceae dans la classe des ascomycètes. Ce champignon est hypogé et vit en symbiose avec un arbre (chêne, noisetier, pin, tilleul…). Il est donc mycorhizé, ce qui veut dire qu'il a besoin d'un arbre hôte, et saprophyte, car il se nourrit de matières organiques de végétaux en décomposition. Préférant les sols riches en calcaire, ces truffes vivent en symbiose avec le chêne, le charme, le hêtre, l'érable et le noisetier. Considérée par certains comme semblable à Tuber aestivum, elle s'en différencie puisqu'elle est récoltées en hiver, à partir de l'automne jusqu'au début du printemps.

## Historique
Les truffes de Lorraine ne jouissent pas du prestige de Tuber melanosporum. Ceci est dû à son odeur très forte et prononcée où se retrouve,avant maturité, des relents phénoliques, bitumineux ou une odeur de terpène.
Comme dans beaucoup de régions en France, la production de truffes en Lorraine déclina à partir de 1900. Les deux guerres lui furent fatales. De plus, en Lorraine, la façon de caver était peu respectueuse des sites truffiers. Dans les années 1990, les truffes étaient encore déterrées au piochon, puis ratissées toujours aux mêmes endroits. Les truffières naturelles furent décimées. Personne ne se servait d'un chien, on recherchait à la mouche. Il en existe trois : Suillia fuscicornis en Provence, Suillia gigantea au nord de la Loire, ainsi que Suillia humilis.
Les mycologues comme Gérard Chevalier et Henri Frochot ont toujours décrié le piochage. « C'est une cause essentielle de la régression des truffières spontanées des régions calcaires du centre et du nord-est de la France. L'autre étant la suppression de l'arbre-hôte ou la destruction du milieu par défrichage, arrachage des haies et remise en culture de terres abandonnées ».
Il semblerait que ces propos ont eu quelques effets. Depuis les années 2005, de plus en plus de trufficulteurs lorrains se sont procuré des chiens pour aller aux truffes.

## Taxonomie

### Nom binomial accepté
Tuber mesentericum  Vittad.

### Noms vernaculaires
En France, truffe noire de Lorraine ou truffe de la Meuse, en Italie, truffe de Bagnoli, en Suisse, truffe noble du Tessin.

## Description

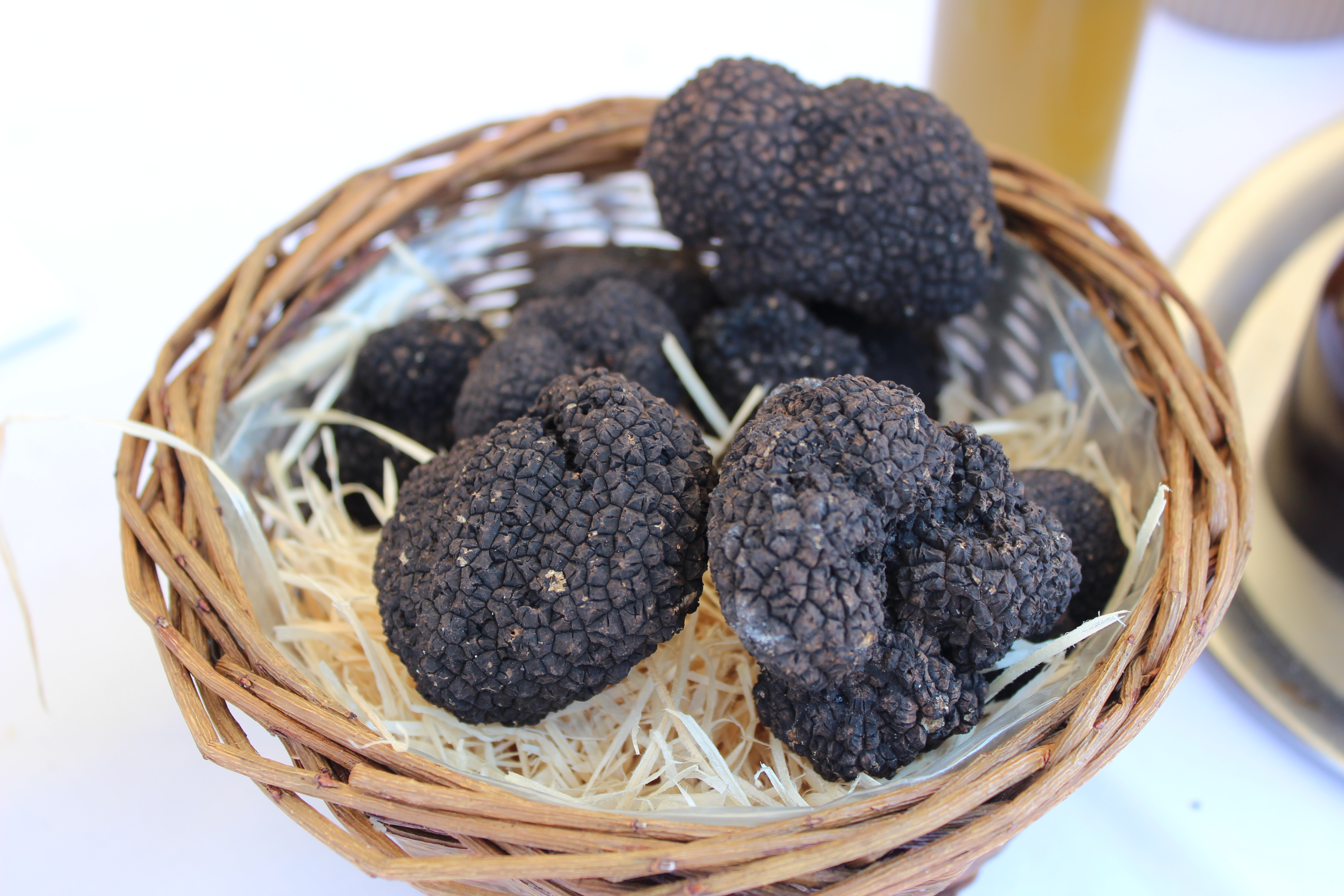
La T. mesentericum, identifiable par sa grosse cavité intérieure assez marquée

### Forme
Pas plus grosse qu'un œuf de poule, c'est une truffe très noire qui comporte une grosse cavité intérieure assez marquée.  Celle-ci, un peu sinueuse et large, atteint souvent la moitié de son diamètre, avec des veines convergentes, ce qui avait évoqué pour le premier descripteur un mésentère.
Cet intestin n’est pas toujours aussi typique mais il y a toujours une cavité basale vers laquelle convergent les veines. S'il le faut une coupe médiane lève toute hésitation.

### Péridium
L'aspect du peridium montre des verrues beaucoup plus petites que celles de la truffe d’été. Par ailleurs les grosses verrues de Tuber aestivum sont striées de lignes horizontales, ce qui n'est pas le cas ici.

### Gleba
Sa chair va du marron foncé jusqu'au chocolat. Elle est parcourue de veines blanches qui forment un véritable labyrinthe. Il est à souligner que sous le microscope, s’observe une multitude d’asques et spores, pratiquement identiques à celles de Tuber aestivum.

### Maturité
Le climat froid et précoce de la Meuse est favorable aux truffes qui mûrissent tôt en automne. De plus, les hivers doux de cette décennie[Laquelle ?] ont été propices au retour de la truffe. De plus en plus de personnes se sont mises à planter depuis les années 2000,  et on constate que la trufficulture de Lorraine est en plein renouveau.

### Habitat
La Meuse avec son sol calcaire, argileux, ses forêts riches en chênes, charmes, noisetiers, poussant à une altitude moyenne de 250 mètres, offre un écosystème propice au développement des truffes. Ce qui a permis d'avoir une production de 3 000 kg en 1869.
Cette truffe se retrouve aussi en Suisse, en Italie, où on en commercialise plusieurs tonnes, dans l'île d'Oléron et dans la région Poitou-Charentes (Salles-d'Angles et la Mothe-Saint-Héray), où les récoltes sont abondantes.

### Odeur et goût
Son odeur est caractéristique, forte et prononcée, une odeur de médicament disent les néophytes. Au moment de la récolte, à maturité, elle libère des arômes d’amande amère ou d’amande d’abricot. Ceux-ci résistent en revanche assez mal à la cuisson, elle parfume les terrines, les fonds de sauce. Son utilisation demande un bon dosage (un pourcentage nettement inférieur à la truffe de Bourgogne). Elle est de ce fait économique et très bien valorisée dans l'Est de la France, en Italie ou en Suisse.